# Шуббар аль-Алауи, Зия Саид
Сайед Зия Саид Ибрахим Шуббар аль-Алауи (араб. سيد ضياء سيد سعيد سيد إبراهيم سيد شبر العلوي‎; род. 17 июля 1992, Мухаррак) — бахрейнский футболист, полузащитник клуба «Аль-Халдия» и сборной Бахрейна. Участник Кубка Азии 2015 и 2019 годов.

## Клубная карьера
Начал карьеру в сезоне 2008/09 в стане команды «Аль-Мухаррак». Вместе с командой побеждал в чемпионате и Кубке Бахрейна. С 2014 по 2017 год являлся игроком клуба «Риффа». Принимал участие в играх Лиги чемпионов АФК и Кубка АФК.
Летом 2017 года присоединился к кувейтскому «Ан-Насру».

## Карьера в сборной
В составе национальной сборной Бахрейна дебютировал 6 сентября 2011	года в матче квалификации чемпионата мира против Индонезии (2:0). Вызывался в стан команды для участия в Кубке Азии в 2015 и 2019 годах. Победитель Панарабских игр 2011 года и Кубка наций Персидского залива 2019 года. Участвовал в чемпионате Федерации футбола Западной Азии 2019 года, Кубке мира по футболу среди военнослужащих 2017 года, Кубке арабских наций 2021 года.

## Достижения
«Аль-Мухаррак»
- Чемпион Бахрейна (2): 2008/09, 2010/11
- Серебряный призёр чемпионата Бахрейна (3): 2009/10, 2011/12, 2012/13
- Обладатель Кубка Бахрейна (4): 2008/09, 2010/11, 2011/12, 2012/13

«Риффа»
- Серебряный призёр чемпионата Бахрейна: 2016/17